# Ritratto di Isabella d'Este (Tiziano)
Il Ritratto di Isabella d'Este (o Isabella in Nero) è un dipinto a olio su tela (102 cm x 64 cm) di Tiziano, databile al 1530-1539 e conservato nel Kunsthistorisches Museum di Vienna. L'identificazione con Isabella d'Este è tradizionale, ma non inequivocabilmente assodata.

## Storia
Secondo Cavalcaselle, l'opera è da identificare nel dipinto eseguito da Tiziano su commissione della sessantenne Isabella d'Este, in base a un suo giovanile ritratto (1511) eseguito da Francesco Francia. Il 4 marzo 1534 Isabella desiderava aver di ritorno il quadro del Francia, e due anni dopo Tiziano inviò la tela. Isabella commentò la tela in una lettera del 1536: «Il ritratto nostro di man di Titiano ne piace di sorte che dubitiamo di non esser stata in quell'etade ch'egli rappresenta di quella beltà che in sè contiene».
A questa identificazione, basata sulla iscrizione d'una stampa barocca del Lucas Vorsterman tratta da una copia del Peter Paul Rubens dall'originale del Tiziano, si oppongono Wilhelm Suida e Leandro Ozzola. La datazione entro i termini del 1534 e del 1536 è invece accolta da quasi tutta la critica.
Il dipinto, tagliato a destra e a sinistra probabilmente per adattarsi a una cornice in una quadreria, fu venduto dall'ultimo Gonzaga all'arciduca Leopoldo Guglielmo, con l'identificazione con Caterina Cornaro («la regina di Cipro»).

## Descrizione
La donna è ritratta a mezza figura su sfondo scuro (vi si intravede solo una tenda scostata), ruotante leggermente verso sinistra. Indossa il copricapo voluminoso a ciambella che Isabella aveva inventato prima del 1509 e reso popolare in tutto in nord-Italia come moda negli anni 1520 e 1530 (il "balzo", o capigliara), qui descritto con nastri e fili dorati e un grande diadema fatto di oro, perle e una pietra preziosa centrale. La veste è ricchissima, con maniche estraibili, sbuffi e ricami dorati; una pelliccia pende con eleganza dalla spalla sinistra.

### Identificazione

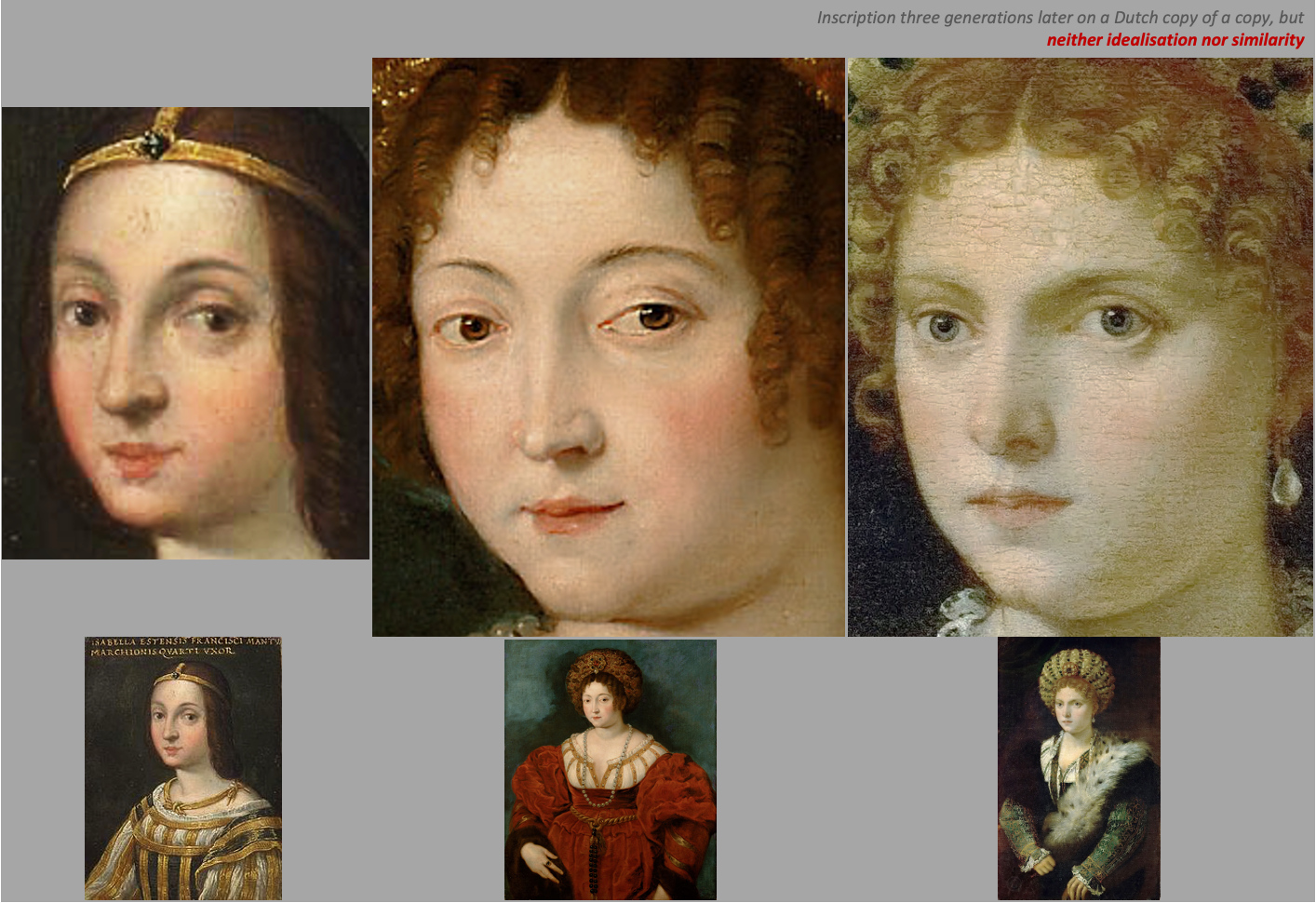
I tre ritratti nel Kunsthistorisches Museum di Vienna

C'è stato un tempo in cui tutti i ritratti con la capigliara erano in blocco riferiti a Isabella. A causa delle contraddizioni fisiognomiche alcuni però sono stati riassegnati.
Fanno eccezione tre dipinti del Kunsthistorisches Museum di Vienna:
- Miniatura di Ambras [6] (anonimo del XVI secolo),
- Isabella in rosso (copia di Rubens del 1606 circa dall'originale perduto di Tiziano del 1523-30) e
- Isabella in nero (Tiziano del 1536).

Nel 1536 Isabella aveva già 62 anni. Il ritratto di Tiziano doveva quindi rappresentare un'idealizzazione della sua giovinezza. Dubbi sull'identificazione del ritratto si basano sulla mancanza di idealizzazione di belezza e sulla mancanza di somiglianza. In alternativa, alcuni vedono infatti somiglianze con Margherita Paleologa (la marchesa successiva a Isabella, di cui è documentata anche una commissione a Tiziano nel 1531). 
Per Leandro Ozzola il ritratto tizianesco di Isabella d'Este sarebbe da identificare col dipinto La Bella nella Galleria Palatina di Firenze.